# Charles J. Pedersen
Charles John Pedersen (Pusan, 3 oktober 1904 – Salem, 26 oktober 1989) was een Amerikaanse scheikundige gespecialiseerd in organische chemie. Hij is vooral bekend vanwege het omschrijven van methodes voor het synthetiseren van kroonethers. In 1987 won hij samen met Donald Cram en Jean-Marie Lehn de Nobelprijs voor Scheikunde.

## Biografie
Pedersen werd geboren op het Koreaans Schiereiland als de zoon van een Noorse vader, Brede Pedersen (1865-1932), en een Japanse moeder, Takino Yasui (1874-1950). Hij had oudere broer, John (1894-1904), en een oudere zus, Astrid (1899-1964). Op zijn achtste werd hij voor zijn schooling naar Japan gezonden, eerst bij een zusterschool in Nagasaki en twee jaar later bij een katholiek internaat, het Saint Joseph College in Yokohama. 
In 1922 ging hij naar de Verenigde Staten, alwaar hij chemie studeerde aan de Universiteit van Dayton in Ohio. Nadat hij zijn bachelortitel had behaald, ging hij studeren aan het Massachusetts Institute of Technology. Daar haalde hij een masterstitel in organische chemie. Hoewel zijn leraar hem aanmoedigde door te studeren voor een Ph.D. titel, besloot Pedersen met zijn carrière te beginnen. Hij is derhalve een van de weinige Nobelprijswinnaars die geen Ph.D. heeft.
In 1927 ging Pedersen werken bij DuPont, waar hij 42 jaar lang in dienst bleef. Zijn werk hier resulteerde in 25 papers en 65 patenten. In 1963 ontdekte hij een ongewone groep scheikundige verbindingen, genaamd macrocyclische polyethers, die hij kroonethers noemde vanwege hun moleculaire vorm. De beginselen en opvattingen die hij hierover neerlegde werden opgepakt door Cram, Lehn en andere wetenschappers en toegepast voor het syntheseren van driedimensionale molecuulontwerpen. In 1967 publiceerde hij twee werken die tegenwoordig als klassiek worden gezien. Deze omschrijven methodes voor het synthetiseren van kroonethers.
In 1983 werd er bij Pedersen multipel myeloom vastgesteld. Ondanks deze ziekte kwam hij in 1987 de Nobelprijs zelf afhalen bij de uitreiking in Stockholm. Hij was gehuwd met Susan Jeanette Ault (1910-1983), die twee dochters, Barbara Ann en Shirley Ellen Benner, meenam uit een eerdere relatie.